# Adolfo Chacón de la Mata
Adolfo Chacón de la Mata (Estepona (Màlaga) 1892 - Valladolid, 5 de desembre de 1936) va ser un polític republicà espanyol assassinat pels revoltats en els primers mesos de la Guerra Civil.

## Biografia
Militava al Partit Radical, va ser elegit diputat en les eleccions a Corts Constituents de 1931 per la província de Cadis. Durant el bienni radical-cedista, va ser nomenat governador civil d'Almeria (desembre de 1933-febrer de 1934) i Alacant (febrer-maig de 1934). Davant la progressiva dretanització del Partit Radical, va seguir a Martínez Barrio en la creació del Partit Republicà Demòcrata, que posteriorment confluiria en Unió Republicana. Després del triomf del Front Popular en les eleccions legislatives de febrer de 1936 va ser nomenat governador civil de Segòvia.
El 17 de juliol de 1936, en tenir-se notícia de la revolta de l'Exèrcit d'Àfrica, va manar concentrar-se en la capital totes les forces de la Guàrdia Civil de la província, cosa que va resultar fatal. El dia 19 al matí es va produir la revolta de les unitats militars de la ciutat, recolzades per la Guàrdia Civil, i Chacón de la Mata fou detingut pels revoltats. El càrrec de governador civil va ser assumit pel comandant de la Guàrdia Civil, Joaquín España.
Poc després va ser traslladat a Valladolid, jutjat, entre altres acusacions per pertànyer a la maçoneria condemnat a mort i executat.